# Maurice - Un topolino al museo
Maurice - Un topolino al museo (Koty Ermitazha) è un film d'animazione del 2023 diretto da Vasiliy Rovenskiy.

## Trama
Il film ruota intorno al rapporto tra il topolino Maurice e il gatto Vincent, che, per ripararsi da un temporale, si nascondono in un museo.

## Distribuzione
Il film è uscito nelle sale cinematografiche italiane il 4 maggio 2023 su distribuzione Eagle Pictures.

### Edizione italiana
Il doppiaggio italiano del film è stato curato da Alessandro Quarta su dialoghi di Sara De Santis per conto della CD Cine Dubbing.